# Kościół Matki Bożej Ostrobramskiej w Chrzanowie
Kościół Matki Bożej Ostrobramskiej – rzymskokatolicki kościół parafialny należący do dekanatu Chrzanów archidiecezji krakowskiej. Znajduje się na chrzanowskim Osiedlu Rospontowa.

Wnętrze kościoła

Budowa świątyni została zainicjowana przez pracowników Fabloku. W dniu 15 września 1935 roku został poświęcony kamień węgielny pod budowę. Świątynia została ukończona w listopadzie 1939 roku, ale nie została poświęcona, ponieważ przeszkodziła temu II wojna światowa. Kościół został konsekrowany przez kardynała Stanisława Dziwisza w dniu 17 maja 2009 roku. Kardynał poświęcił również nowy witraż „Cuda pana Jezusa”.